# (831) Estatira
(831) Estatira es un asteroide perteneciente al cinturón de asteroides descubierto el 20 de septiembre de 1916 por Maximilian Franz Wolf desde el observatorio de Heidelberg-Königstuhl, Alemania.
Está nombrado en honor de Estatira, esposa de Artajerjes II de Persia.

## Características orbitales
Estatira forma parte de la familia asteroidal de Flora.